# Carlfriesita
La carlfriesita és un mineral de la classe dels òxids. Rep el nom per Carl Fries Jr. (1910-1965), del Servei Geològic dels Estats Units.

## Característiques
La carlfriesita és un òxid de fórmula química CaTe₂4+Te6+O₈. Cristal·litza en el sistema monoclínic. La seva duresa a l'escala de Mohs és 3,5.
Segons la classificació de Nickel-Strunz, la carlfriesita pertany a «04.JK - Tel·lurits sense anions addicionals, sense H₂O» juntament amb els següents minerals: winstanleyita, walfordita, spiroffita, zincospiroffita, balyakinita, rajita, denningita, chekhovichita, smirnita, choloalita, fairbankita, plumbotel·lurita, magnolita, moctezumita, schmitterita i cliffordita.

## Formació i jaciments
Va ser descoberta a la mina Bambollita, a la localitat de Moctezuma, dins l'estat de Sonora, Mèxic. També ha estat descrita a la propera mina Bambolla, i a la mina San Judas, a la localitat de Cumobabi, dins el mateix municipi. Es tracta dels únics indrets a tot el planeta on ha estat descrita aquesta espècie mineral.